# Cithaeronidae
Cithaeronidae zijn een familie van spinnen. De familie telt 2 beschreven geslachten en 7 soorten.

## Geslachten
- Cithaeron O. P-Cambridge, 1872
- Inthaeron Platnick, 1991

## Taxonomie
Voor een overzicht van de geslachten en soorten behorende tot de familie zie de lijst van Cithaeronidae.